# Viuf
Viuf – udtales Viv (uden stød) – er en by i Sydjylland med 565 indbyggere  (2024), beliggende 14 km syd for Vejle, 3 km nord for Almind og 13 km nord for Kolding. Byen hører til Kolding Kommune og ligger i Region Syddanmark.
Viuf hører til Viuf Sogn. I den sydlige del af byen ligger den romanske Viuf Kirke fra omkring 1150. Kirkens tårnspir er opsat i 1730'erne. En række stolpehuller, der blev fundet under kirken ved restaureringsarbejde i 1948 og 1955, vidner om en ældre bygning på stedet.

## Navnet
Navnet Viuf tyder også på, at stedet allerede før den kristne tid har været et vi (et helligt sted). "Wi-" er oldnordisk for "helligdom", "Wih-" er oldsaksisk for "hellig plads", og "Weihs-" er gotisk for "hellig". Viuf nævnes første gang i Ribe domkapitels brevbog i 1330 som Wigøth. Derefter nævnes den som Wyffwe i 1496, som Wiff i 1500 og som Wiuff i 1688.

## Historie
Viufs sydvestlige del er den ældste. Arkæologiske udgravninger ved Viuf Vesterby i 2008 viste bl.a. bebyggelsesspor fra flere forhistoriske perioder, nemlig fra bronzealder, germansk jernalder, vikingetid og middelalder.
Nær ved kirken ligger den fredede bygning Kirstinelyst, der er opført i 1846 og fredet i 1950. Bygningen er opført af Major Johannes P. Ingwersen (1773-1853), der i samtiden blev kaldt "Studekongen", idet han og hans familie drev en driftig studehandel syd for grænsen. På bygningens facade ses et maleri, der symboliserer den gamle "Studekonge". Maleriet er udført af den lokale maler, Christian Heckt (1870-1946).

### Stationsbyen
Viuf fik station på Kolding-Egtved Jernbane (1898-1930). Stationen bestod af en stationsbygning med bolig, kontorer og ventesal, en mindre udbygning med toiletter samt et mindre varehus. Derudover havde stationen omløbsspor, stikspor og en automatisk vandkran, så lokomotiverne kunne tanke op her omtrent midt på strækningen. Stationen fungerede desuden som telegrafstation. Kun 1½ km sydøst for Viuf var Haurballe Station placeret i nærheden af Haurballegård.
Viuf var ved jernbanens start en almindelig kirkelandsby med bl.a. skole og smedie, men Viuf Sogns Brugsforening var i 1896 etableret på Storgaden 75, hvor den eksisterede frem til 2000. Købmandskæden FOCUS, der efterfølgende overtog lokalerne, lukkede i slutningen af 2003.
Stationen blev anlagt på bar mark 700 meter nord for landsbyen. Samme år som stationen åbnede, blev Viuf Kro flyttet op i nærheden af den (Storgaden 110). Før det havde kroen været placeret ved gården Lindely på Storgaden 97. Viuf forsamlingshus blev etableret i 1903 på Storgaden 81. Bygningen bærer inskriptionen "Øvelseshus" og er altså en af de gymnastiksale, der blev opført af lokale skytteforeninger.
Trap beskrev i 1906 Viuf og Haurballe således: "Viuf (1340: Wigøth, 1496: Wyffwe), ved Landevejen, med Kirke, Skole, Kro, Savmølle, Jærnbane- og Telegrafstation samt noget S. for Byen Andelsmejeri og Mølle. Paa Nørremark Viuf nordre Skole og Teglværk. Ved Sognets Nordspids et Missionshus (opf. 1890). Havreballe, Jærnbanehpl. og Telegrafst."
I 1910 blev Viuf Elektricitetsværk etableret på Storgaden 72. Værket lukkede i slutningen af 1960. I løbet af 1920'erne blev der etableret bageri og savværk på henholdsvis Storgaden 108 og 68.
I 1925 opstod der et uofficielt trinbræt på banen øst for Viuf i nærheden af gården Elisabetsminde. Efter flere år med et større driftunderskud lukkede Egtvedbanen 1. juni 1930. Kirkelandsbyen, der rummede de fleste af faciliteterne, havde udviklet sig mod nord i retning af stationen, men på målebordsbladet fra 1900-tallet, hvor banen allerede er nedlagt, er kirkelandsby og stationsby endnu ikke vokset helt sammen.
Stationsbygningen er bevaret på Viuf Stationsvej 3, men retiraden og varehuset er revet ned. For enden af vejen kan man vandre på banens tracé 1 km mod vest ud på åbent land. Stationsbygningen ved Haurballegård er ligeledes bevaret, og man kan vandre til den ad en banesti, der går fra Gl. Landevej mod øst 2 km syd for Viuf.

## Faciliteter
Viuf har en gammel tradition for at dele faciliteter med nabobyen Almind. Viuf Mølle lå omtrent midt mellem Viuf og Almind. Viuf Andelsmejeri (1889-1963) blev placeret på nordsiden af Alminddalen fordi man håbede at kunne udnytte en naturlig kilde, så der ikke skulle graves brønd. Mejeriet lå nærmere ved Almind end ved Viuf, men dog i den sydligste ende af Viuf Sogn, da Almind Å danner grænsen til Almind Sogn.
I samme område som mejeriet blev Alminde-Viuf Fællesskole opført i 1965, da de to byers skoler blev lagt sammen. Men allerede fra 1726, da der kom rytterskole i Almind, skulle børnene fra Viuf gå i skole der, og først efter skoleloven fra 1814 blev Viuf et selvstændigt skoledistrikt. De to byers idrætsforeninger blev lagt sammen til Alminde Viuf Gymnastik & Idrætsforening (AVGIF) i 1976, og Almind-Viuf Hallen, som skulle bruges til mange af aktiviteterne, blev bygget ved skolen i 1980. Senest er også børnehaven Valhalla opført nær skolen.
I 2003 blev Viuf Medborgerforening dannet som en sammenslutning af Viuf Borgerforening og Forsamlingshuset.

## Galleri
- Viuf Medborgerhus
- Kirstinelyst
- Alminde-Viuf Fællesskole
- Almind-Viuf Hallen
- Bevaret banetracé vest for byen